# テュレーン・グリーンウェーブ

テュレーン・カラーのAACのロゴ

テュレーン・グリーンウェーブ（英: Tulane Green Wave）は、アメリカ合衆国のテュレーン大学のスポーツ競技チーム。NCAAディビジョンI所属。

## 競技チーム
| 男子スポーツ                            | 女子スポーツ       |
| --------------------------------------- | ------------------ |
| 野球                                    | バスケットボール   |
| バスケットボール                        | ビーチバレーボール |
| クロスカントリー                        | ボウリング         |
| フットボール                            | クロスカントリー   |
| セーリング                              | ゴルフ             |
| テニス                                  | セーリング         |
| 陸上†                                   | 水泳・飛込         |
|                                         | テニス             |
|                                         | 陸上†              |
|                                         | バレーボール       |
| †屋外競技チームと室内競技チームがある。 |                    |